# バクー旅客駅
バクー旅客駅（アゼルバイジャン語: Bakı Dəmir Yolu Vağzalı）とはアゼルバイジャンの首都バクーにある鉄道駅である。

## 概要
1880年にバクーから郊外のサブンチュおよびスラハニを結ぶ鉄道の駅として開業した。1883年にはトビリシに至る路線が、1900年にはデルベント・マハチカラ方面に向かう路線が開業した。1926年にはバクー - サブンチュ間が電化され、ソビエト連邦の鉄道では初の電化区間となった。